# 首席成员
，台湾又称高阶委员，在美国政治中指国会或州立法机构中各委员会内来自少数党的最资深成员。在许多委员会内，少数党的首席成员与委员会主席都同时担任下辖各小组委员会的当然委员。美国众议院和美国参议院都将首席成员作为其立法组织的一部分。当国会各议员的党派控制权发生改变的时候，委员会内的原少数党首席成员通常会成为该委员会的下任主席，反之亦然。

## 美国国会范例
美国参议院中有4个委员会将少数党首席成员称为“副主席”，遵循由多数党和少数党搭配的“主席 / 副主席”架构。
- 拨款委员会（英语：List of United States Senate committees）
- 印第安人事务委员会（英语：United States Senate Committee on Indian Affairs）
- 道德专门委员会（英语：United States Senate Select Committee on Ethics）
- 情报专门委员会

而其他参议院委员会则将少数党首席成员称为“首席成员”。
美国众议院的各委员会通常不会将“首席成员”称为“副主席”；尽管部分众议院委员会设有“副主席”职位，但这个职位通常安排给多数党内排名仅次于该委员会主席的议员。在众议院内遵循这种架构的委员会包括：
- 农业委员会（英语：United States House Committee on Agriculture）
- 拨款委员会
- 预算委员会（英语：United States House Committee on the Budget）
- 教育和劳工委员会（英语：United States House Committee on Education and Labor）
- 能源和商业委员会
- 金融服务委员会（英语：United States House Committee on Financial Services）
- 外交委员会
- 监督和改革委员会（英语：United States House Committee on Oversight and Reform）
- 自然资源委员会（英语：United States House Committee on Natural Resources）
- 退伍军人事务委员会
- 情报常设专门委员会（仅限下辖各小组委员会）

1月6日袭击事件调查特别委员会则是指定由少数党首席成员担任副主席。
参众两院联合委员会的运作方式与众议院委员会相似，主席和副主席由来自两院的多数党议员担任，并在参议员和众议员之间轮换，而且通常会设有两个来自两院少数党议员的“首席成员”职位。